# كيميل تومسون
كيميل تومسون (بالإنجليزية: Kemel Thompson) مواليد 25 سبتمبر 1974، هو قافز حواجز جامايكي متخصص في 400 متر حواجز. شارك في دورة الألعاب الأولمبية. أفضل رقم شخصي له هو 48.05 ثانية.

## روابط خارجية
- كيميل تومسون على موقع الاتحاد الدولي لألعاب القوى (الإنجليزية)
- كيميل تومسون على موقع أوليمبيديا (الإنجليزية)
- كيميل تومسون على موقع اتحاد ألعاب الكومنولث (مؤرشف) (الإنجليزية)